# Gheorghe Davidescu
Gheorghe Davidescu (n. 18 martie 1892, Brașov, Austro-Ungaria – d. 1959, România) a fost un avocat și diplomat de carieră român.
Licențiat în drept, doctor în drept la Universitatea din Budapesta, a participat în Primul Război Mondial la campania din Ungaria, din aprilie până în decembrie 1919.
A intrat în diplomație la 1 decembrie 1920. A fost succesiv secretar de legație la  Legația din Budapesta (1921-1925), secretar de legație în cadrul centralei Ministerului Afacerilor Străine (1925-1927), secretar de legație (din 1932 consilier de legație) la Legația din Varșovia (1927-1933), consilier de legație în cadrul centralei Ministerului Afacerilor Străine (1933-1935), ministru plenipotențiar la Tallin (1935-1939).
La 1 octombrie 1939, Gheorghe Davidescu a fost numit ministru plenipotențiar la Moscova (1939- august 1940). La 13 iunie 1940 îl informează pe V. M. Molotov, comisarul sovietic însărcinat cu afaceri străine, că guvernul român era de acord cu numirea lui A. Lavrentiev ca ministru al U.R.S.S la București. După 8 zile, la 21 iunie, noul reprezentant plenipotențiar sovietic sosește în Gara de Nord, cu acceleratul de dimineață, venind dinspre Tiraspol. Este salutat cordial de către un înalt consilier din Ministerul Afacerilor Externe, urându-i-se „bun sosit”. Conform oficiosului guvernamental „România”, soției sale i s-a înmânat „o splendidă jerbă de trandafiri albi”. Același ziar adăuga: „Fără a face nici o declarație, dl. ministru al U.R.S.S. și suita au pornit la sediul legației din șoseaua Kiseleff”. Tăcerea reprezentantului sovietic a fost primită cu surprindere. Oficiosul nazist „Berliner Boersenzeitung” menționa: „Prin trimiterea noului ministru la București, Uniunea Sovietică a dovedit voința de a normaliza raporturile dintre cele două țări”. În cadrul aceluiași comentariu, ziarul berlinez atrăgea atenția cititorilor asupra unor convorbiri oficiale care ar fi urmat să aibă loc în aceeași săptămână între ministrul de externe al României, Grigore Gafencu, și ministrul plenipotențiar sovietic de la București. Convorbirile, prezentate de publicația nazistă drept certe, nu au mai avut loc niciodată. În calitate de ministru plenipotențiar la Moscova, Gheorghe Davidescu a fost invitat în seara zilei de 26 iunie 1940, la ora 22.00, la sediul Comisariatului Afacerilor Străine, unde i s-a înmânat, fără nici o explicație,Ultimatumul sovietic prin care România era obligată să cedeze Basarabia. 
Gheorghe Davidescu a îndeplinit, prin delegație, funcția de secretar general al Ministerului Afacerilor Străine în perioada 8 august - 9 septembrie 1941, pe timpul concediului lui Alexandru Cretzianu. Ulterior, printr-un decret semnat de Mihai Antonescu, vicepreședintele și președintele ad-interim al Consiliului de Miniștri, a fost numit în funcția de secretar general al Ministerului Afacerilor Străine cu începere de la 11 octombrie 1941. A deținut această funcție până la 1 septembrie 1944, fiind apoi trecut în cadrul reorganizării Statului (din 24 iulie 1945) și pus în disponibilitate (din 23 noiembrie 1946).
După punerea în disponibilitate a fost arestat și întemnițat, murind în detenție în 1959 

## Decorații
- Ordinul „Steaua României” în gradul de Comandor (9 mai 1941)[9]

## Legături externe
- "Otrava" sovietică